# Hegyéte
Hegyéte (szlovákul Kútniky) község  Szlovákiában, a Nagyszombati kerületben, a Dunaszerdahelyi járásban. Hegybeneéte, Töböréte és Balázsfa egyesítésével jött létre.

## Fekvése
Dunaszerdahelytől 3,5 km-re délkeletre fekszik, Töböréte és Balázsfa tartozik hozzá.

## Története
A mai község egyik alkotórészét, Hegybeneétét 1380-ban említik először.
Vályi András szerint „Bene Ette, Hegy Ette, Töbör Ette. Három magyar faluk Poson Vármegyében, birtokosai külömbféle Urak, lakosai katolikusok, fekszenek Szerdahelytöl nem meszsze, határjok is e’hez hasonlító.”
Fényes Elek szerint: „Ete, (Bene, Hegy, Tőbör), Pozson m. három egymás mellett lévő magy. falu, Szerdahelyhez 3 fertálynyi távolságra 130 kath., 52 ref., 8 zsidó lak. F. u. többen.”
Hegybeneétét 1940-ben Töbörétével egyesítették Hegyéte néven, majd 1960-ban Pódafát és Balázsfát is Hegyétéhez csatolták. Pódafa azonban 1990-ben önállósult, így alakult ki Hegyéte település mai területe.

## Népessége
| Év:            | 1994. | 2004.    | 2014.    | 2024.   |
| -------------- | ----- | -------- | -------- | ------- |
| Emberek száma: | 817   | 1040     | 1382     | 1505    |
| Eltérés:       |       | +27,29 % | +32,88 % | +8,90 % |

| Év:            | 2023. | 2024.   |
| -------------- | ----- | ------- |
| Emberek száma: | 1503  | 1505    |
| Eltérés:       |       | +0,13 % |

1910-ben Hegybeneétének 192, Töbörétének 165, túlnyomóan magyar anyanyelvű lakosa volt.
2011-ben 1259 lakosából 994 magyar és 235 szlovák volt.
2021-ben 1466 lakosából 1132 (+37) magyar, 271 (+22) szlovák, 1 cigány, (+1) ruszin, 18 (+4) egyéb és 44 ismeretlen nemzetiségű volt.

## Neves személyek
- Itt hunyt el 2005-ben Lipcsey Gyula pedagógus.

## Megújuló energia
Dunaszerdahely közelében három naperőmű építését tervezik:
```
„Korábban már hírt adtunk arról, hogy több régióban is 
naperőművek
 építését tervezik. A SITA hírügynökség jelentése szerint Dunaszerdahely közelében szintén épülne három naperőmű, mégpedig Hegyéte (Kútniky) kataszterében, közel 28 millió 
euró
 értékben. A naperőműveket három cég, az SE 2010 Rt., a N.O.S. Construction Kft. és az Industrial Zone Kútniky Rt. építené. A SITA hírügynökség úgy tudja, hogy a környezetvédelmi hatástanulmányok elvégzése és az engedélyezés folyamatának lezárulása után a tervek szerint a harmadik negyedévben kezdődne meg az erőművek építése, a befejezés pedig a jövő év első felében várható. A napkollektorok(sic!) teljesítménye 9,6 megawatt lesz, így évente közel 3,3 gigawattóra elektromos áramot tudnak majd termelni. A megtermelt áramot pedig a Nyugat-szlovákiai Áramszolgáltatónak fogják továbbítani. Mindhárom naperőművet Hegyéte község határában tervezik megépíteni, összesen 34 ezer fotovoltaikus panel felhasználásával és közel 240 ezer négyzetméteres területen."
```

SITA, Felvidék Ma, 2010. 04. 14.